# Trimenopon hispidum
Trimenopon hispidum ist eine Art der Kletterfußmallophagen, die bei Meerschweinchen vorkommt. Neben dem Hausmeerschweinchen werden auch Glanzmeerschweinchen und Santa-Catarina-Meerschweinchen befallen.

## Merkmale
Trimenopon hispidum ist 1,5 bis 2 mm lang und ähnelt im Erscheinungsbild Gyropus ovalis, hat aber nur fünf Abdominalsegmente (G. ovalis acht) und beidseits fünf Stigmen. Der Kopf ist im Bereich der Schläfe seitlich weit ausgezogen und dadurch breiter als lang. Im Gegensatz zu anderen Meerschweinchenläusen haben die Tarsen aller drei Beinpaare jeweils zwei Krallen. Das Abdomen ist stark beborstet. Die Fühler haben ein reduziertes Endglied und liegen in Fühlergruben, wo sie durch eine rückenseitige Erweiterung des Kopfes vollständig verborgen sind. Die Unterkiefertaster sind viergliedrig, die Labialtaster deutlich sichtbar. Das Begattungsorgan der Männchen setzt sich
aus einer schmalen Basalplatte, breiten, nach innen gebogenen Parameren und einem mehrteiligen Endomeron zusammen.
Die gedeckelten, 1 × 0,2 mm großen Eier (Nissen) werden vom Weibchen an den Haarschaft nahe der Haut geklebt. Die Eiablage findet bevorzugt an Kopf, Hals und Rücken statt. Obwohl die Art zu den Mallophagen gehört, die sich vorwiegend von Kopfschuppen und Hauttalg ernähren, kann Trimenopon hispidum mit seinen beißenden Mundwerkzeugen auch die Haut anritzen und Blut saugen, so dass ein massiver Befall bei Jungtieren zu einer Anämie führen kann.